# Fan Yunjie
Fan Yunjie(förenklad kinesiska: 范运杰; traditionell kinesiska: 范運傑; pinyin: Fàn Yùnjié), född den 29 april 1972 i Zhengzhou, Kina, är en kinesisk fotbollsspelare. Vid fotbollsturneringen under OS 1996 i Atlanta deltog hon i det kinesiska lag som tog silver.